# قشلاق هدلی
قشلاق هدلی یک روستا در ایران است که در استان اردبیل و شهرستان بیله سوار و بخش انجیرلو واقع شده‌است. قشلاق هدلی 58 نفر جمعیت دارد.